# Ponanella surcula
Ponanella surcula är en insektsart som beskrevs av Delong och Bush 1971. Ponanella surcula ingår i släktet Ponanella och familjen dvärgstritar. Inga underarter finns listade i Catalogue of Life.